# Балка Петина
Балка Петина — річка в Україні, у Криворізькому районі Дніпропетровської області. Ліва притока Саксагані (басейн Дніпра).

## Опис
Довжина річки 11 км, похил річки — 3,4 м/км. Площа басейну 119 км².

## Розташування
Бере початок у селі Довгівка. Тече переважн на північний захід через Мар'є-Дмитрівку, Кринички і у Сергіївці впадає у річку Саксагань, ліву притку Інгульця.
Річку перетинає автошлях Т 0419